# Finerenona
Finerenona, vendido sob a marca Kerendia, é um medicamento da classe dos antimineralocorticoides usado para diminuir o risco de declínio da função renal, insuficiência renal, morte cardiovascular, ataques cardíacos não fatais e, ainda, em tratamento intensivo por insuficiência cardíaca em pessoas com doença renal crônica associada ao diabetes tipo 2. A finerenona é um antagonista da aldasterona (MRA) não esteroidal, atuando diretamente nos receptores mineralocorticoides.
Os efeitos colaterais comuns são hipercalemia (níveis elevados de potássio), hipotensão (pressão arterial baixa) e hiponatremia (níveis baixos de sódio).
A finerenona foi aprovada para uso médico nos Estados Unidos em julho de 2021.

## Usos médicos
Finerenona é indicada para reduzir o risco de declínio da função renal, insuficiência renal, morte cardiovascular, ataques cardíacos não fatais e hospitalização por insuficiência cardíaca em adultos com doença renal crônica associada ao diabetes tipo 2.

## Farmacologia
A finerenona tem menor afinidade relativa a outros receptor de hormônio esteroide do que os antagonistas da aldosterona mais novos, como a eplerenona e a espironolactona, de modo que há maior incidência de efeitos colaterais, a exemplo de ginecomastia, disfunção erétil e diminuição da libido
A finerenona bloqueia os receptores mineralocorticiodes, e por isso também age como um diurético poupador do potássio.
A tabela abaixo compara o potencial de inibição (IC50, unidade: nM) de três antagonista da aldosterona. A inibição dos receptores mineralocorticoides é responsável pela ação desejada desses fármacos, enquanto a inibição de outros receptores eleva a probabilidade de efeitos colaterais. Na tabela,  valores mais baixos significam uma  inibição mais forte. 
| Receptor                    | Espironolactona | Eplerenona | Finerenona |
| --------------------------- | --------------- | ---------- | ---------- |
| Receptor mineralocorticoide | 24              | 990        | 18         |
| Receptor de glicocorticoide | 2.400           | 22.000     | > 10.000   |
| Receptor de andrógeno       | 77              | 21.200     | > 10.000   |
| Receptor de progesterona    | 740             | 31.200     | > 10.000   |

## Pesquisa
Em estudo ARTS-DN de Fase II, a finerenona reduziu de forma dose-dependente a relação entre albumina e creatinina em pessoas com doença renal diabética.